# Kearny (Arizona)
Kearny – miasto w Stanach Zjednoczonych, w stanie Arizona, w hrabstwie Pinal.